# Kiambu
Kiambu és una ciutat de la província Central de Kenya. Està situada a 1.720 metres d'altitud i el 2019 tenia 147.870 habitants.